# Альтерация (биология)
Альтера́ция (от лат. alterare — изменять) — общее название изменения структуры клеток, тканей и органов, сопровождающееся нарушением их жизнедеятельности. 
Повреждение клеток и тканей принято обозначать термином  альтерация.
К альтерациям относятся:
- дистрофия;
- некрозы;
- нарушение тканевой организации, т. е. взаимоотношение клеток паренхимы, клеток паренхимы и стромы и др.[2]

Повреждение начинается на молекулярном или клеточном уровне. Однако до определенного момента клетки и другие структуры организма адаптируются к повреждающим воздействиям без изменения функции. Когда возможности адаптации исчерпаны или сила повреждающих факторов превышает защитный потенциал клетки, наступает обратимое или необратимое повреждение, как в физиологических условиях так и при болезнях или патологических воздействиях.
Альтерация возникает либо в результате непосредственного воздействия (повышенная или пониженная температура, механическая травма, радиационное облучение и др.), либо опосредованно. К примеру, дистрофические изменения внутренних органов при массивных ожогах кожи являются их опосредованной альтерацией.
Является важным патофизиологическим компонентом воспаления.
На первых этапах проявления альтерации обратимы. Продолжение воздействия патологических агентов может привести к гибели клеток и тканей. Альтерация мышечной и нервной тканей вызывает изменения их возбудимости и обуславливает появление т. н. токов повреждения.